# Hong Kong First Division League
De Hong Kong First Division League is het tweede niveau van het voetbal in Hongkong. Tot 2014 was het de hoogste voetbaldivisie van Hongkong. Vanaf 2014 nam de Hong Kong Premier League het stokje over als hoogste divisie.
De competitie wordt sinds 1908 georganiseerd en is daarmee de oudste voetbalcompetitie in Azië. De competitie wordt georganiseerd door de Hong Kong Football Association (HKFA) en is ook na de integratie van Hongkong bij China in 1997 een onafhankelijke competitie gebleven. De kampioen en de club die tweede eindigt promoveren naar de Hong Kong Premier League. De onderste twee ploegen degraderen naar de Hong Kong Third Division League. Er wordt gespeeld in twee stadions, het Hong Kong Stadion en Mong Kok Stadion. De HKFA bepaalt jaarlijks hoeveel buitenlandse en Chinese spelers en per team mee mogen doen.

## Deelnemers 2017/18
- Citizen AA
- Double Flower FA
- Eastern District SA
- HKFC
- Hoi King SA
- Kwun Tong FA
- Metro Gallery FC
- Resources Capital
- Shatin SA
- South China AA
- Sparta Rotterdam Mutual
- Sun Hei SC
- Tung Sing FC
- Wanchai SF
- Wing Yee FT
- Wong Tai Sin DRSC

## Kampioenen
| Team                         | Kampioenschap | Kampioenschap | Kampioenschap | Seizoenen |
| Team                         | Totaal        | Voor WOII     | Na WOII       | Seizoenen |
| ---------------------------- | ------------- | ------------- | ------------- | --- |
| South China                  | 40            | 9             | 31            | 1923–24, 1930–31, 1932–33, 1934–35, 1935–36, 1937–38, 1938–39, 1939–40, 1940–41, 1948–49, 1950–51, 1951–52, 1952–53, 1954–55, 1956–57, 1957–58, 1958–59, 1959–60, 1960–61, 1961–62, 1965–66, 1967–68, 1968–69, 1971–72, 1973–74, 1975–76, 1976–77, 1977–78, 1985–86, 1986–87, 1987–88, 1989–90, 1990–91, 1991–92, 1996–97, 1999–00, 2006–07, 2007–08, 2008–09, 2009–10 |
| Seiko                        | 9             | –             | 9             | 1972–73, 1974–75, 1978–79, 1979–80, 1980–81, 1981–82, 1982–83, 1983–84, 1984–85 |
| Happy Valley                 | 6             | –             | 6             | 1964–65, 1988–89, 1998–99, 2000–01, 2002–03, 2005–06 |
| R.G.A.                       | 5             | 5             | 0             | 1909–10, 1912–13, 1914–15, 1915–16, 1917–18 |
| Eastern                      | 4             | 0             | 4             | 1955–56, 1992–93, 1993–94, 1994–95 |
| C.A.A.                       | 3             | 3             | 0             | 1927–28, 1928–29, 1929–30 |
| Kitchee                      | 3             | 0             | 3             | 1947–48, 1949–50, 1963–64 |
| Sun Hei                      | 3             | –             | 3             | 2001–02, 2003–04, 2004–05 |
| Buffs                        | 2             | 2             | 0             | 1908–09, 1910–11 |
| King's Own Rifiles           | 2             | 2             | –             | 1911–12, 1922–23 |
| South Welsh Borderers        | 2             | 2             | –             | 1931–32, 1933–34 |
| K.M.B.                       | 2             | –             | 2             | 1953–54, 1966–67 |
| Double Flower (Instant-Dict) | 2             | –             | 2             | 1995–96, 1997–98 |
| D.C.L.I.                     | 1             | 1             | –             | 1913–14 |
| Royal Engineers              | 1             | 1             | 0             | 1916–17 |
| Royal Navy                   | 1             | 1             | 0             | 1918–19 |
| HKFC                         | 1             | 1             | 0             | 1919–20 |
| Wiltshire Regiment           | 1             | 1             | –             | 1920–21 |
| HMS Curiew                   | 1             | 1             | –             | 1921–22 |
| East Surrey Regt.            | 1             | 1             | –             | 1924–25 |
| Kowloon FC                   | 1             | 1             | –             | 1925–26 |
| Recreio                      | 1             | 1             | –             | 1926–27 |
| Ulster Guards                | 1             | 1             | –             | 1936–37 |
| Royal Air Force              | 1             | 0             | 1             | 1945–46 |
| Sing Tao                     | 1             | 0             | 1             | 1946–47 |
| Yuen Long                    | 1             | –             | 1             | 1962–63 |
| Jardines                     | 1             | –             | 1             | 1969–70 |
| Rangers                      | 1             | –             | 1             | 1970–71 |

## Eeuwige ranglijst (1947-2014)
| Club                         | /67 | Periode |
| ---------------------------- | --- | --- |
| South China                  | 67  | 1947-2014 |
| Eastern                      | 53  | 1947-1997, 2007-2009, 2013-2014 |
| Happy Valley                 | 49  | 1959-1967, 1970-2010, 2013-2014 |
| Rangers                      | 38  | 1965-1978, 1981-1986, 1993-2008, 2009-2014 |
| Kitchee                      | 35  | 1947-1966, 1992-1995, 1999-2001, 2003-2014 |
| Sing Tao                     | 34  | 1947-1948, 1951-1963, 1964-1973, 1987-1999 |
| Police                       | 34  | 1947-1974, 1975-1976, 1978-1979, 1980-1981, 1986-1987, 1988-1990, 1991-1992                                                                              |
| Hong Kong FC                 | 30  | 1947-1958, 1966-1967, 1969-1971, 1973-1974, 1975-1976, 1977-1978, 1979-1981, 1986-1987, 1988-1992, 1993-1994, 1995-1996, 2001-2003, 2006-2007, 2010-2011 |
| Kowloon Motor Bus            | 27  | 1947-1973, 1976-1977 |
| Kwong Wah                    | 23  | 1947-1966, 1973-1977 |
| Tung Sing                    | 23  | 1962-1963, 1964-1986 |
| Sun Hei                      | 23  | 1991-2014 |
| Army                         | 21  | 1948-1962, 1963-1965, 1966-1969, 1970-1972 |
| Yuen Long                    | 20  | 1961-1980, 2013-2014 |
| Sea Bee                      | 17  | 1976-1993 |
| Double Flower                | 17  | 1985-1988, 1989-2003 |
| Caroline Hill                | 16  | 1958-1959, 1960-1962, 1963-1964, 1968-1969, 1971-1982 |
| Seiko                        | 14  | 1974-1986 |
| Chinese AA                   | 13  | 1947-1960 |
| Royal Air Force              | 12  | 1947-1958, 1960-1961 |
| St Joseph's                  | 10  | 1947-1957 |
| Citizen                      | 10  | 2004-2014 |
| Royal Navy                   | 10  | 1947-1957 |
| Tung Wah                     | 10  | 1957-1967 |
| Tsuen Wan                    | 9   | 1971-1972, 1980-1983, 1984-1989 |
| Fire Services                | 8   | 1960-1961, 1967-1968, 1969-1974, 2003-2004 |
| Telephone                    | 8   | 1967-1975 |
| Kui Tan                      | 7   | 1978-1980, 1990-1995 |
| Wofoo Tai Po                 | 7   | 2006-2013 |
| Pegasus                      | 6   | 2008-2014 |
| Urban Services               | 6   | 1974-1980 |
| Bulova                       | 5   | 1979-1984 |
| Jardines                     | 5   | 1957-1958, 1968-1971, 1974-1975 |
| Yee Hope                     | 4   | 1997-2001 |
| Five-One-Seven               | 4   | 1961-1964, 1997-1998 |
| Xiangxue Pharmaceutical      | 4   | 2001-2005 |
| Tuen Mun Progoal             | 4   | 2008-2009, 2010-2013 |
| Lai Sun                      | 3   | 1988-1991 |
| Mackinnons                   | 3   | 1972-1975 |
| Po Chai Pills                | 3   | 1981-1982, 1987-1988, 2000-2001 |
| Fukien                       | 3   | 2002-2005 |
| Lanwa                        | 3   | 2005-2008 |
| Yokohama                     | 3   | 2008-2009, 2012-2014 |
| Hong Kong 08                 | 2   | 2005-2007 |
| Blake Garden                 | 2   | 1977-1979 |
| Harps                        | 2   | 1984-1986 |
| Frankwell                    | 2   | 1994-1996 |
| Sai Kung                     | 2   | 1998-2000 |
| Sunray Cave                  | 2   | 2002-2005 |
| Tai Chung                    | 2   | 2009-2011 |
| Southern                     | 2   | 2012-2014 |
| South China B                | 1   | 1948-1949 |
| Workable                     | 1   | 2007-2008 |
| Royal Inniskilling Fusiliers | 1   | 1947-1948 |
| Buffs                        | 1   | 1947-1948 |
| Royal Garrison Artillery     | 1   | 1947-1948 |
| 44 Comandos                  | 1   | 1949-1950 |
| Little Sai Wan               | 1   | 1958-1959 |
| China Motor Bus              | 1   | 1959-1960 |
| Customs                      | 1   | 1967-1968 |
| Ryoden                       | 1   | 1981-1982 |
| Zindabad                     | 1   | 1983-1984 |
| May Ching                    | 1   | 1987-1988 |
| Tin Tin                      | 1   | 1988-1989 |
| Martini                      | 1   | 1990-1991 |
| British Forces               | 1   | 1992-1993 |
| Mansion                      | 1   | 1995-1996 |
| Nancheng Real Estate         | 1   | 2003-2004 |
| Sheffield United             | 1   | 2008-2009 |
| Mutual                       | 1   | 2008-2009 |
| Xiangxue Eisiti              | 1   | 2008-2009 |
| Shatin                       | 1   | 2009-2010 |
| Hong Kong Sapling            | 1   | 2011-2012 |
| Sham Shui Po                 | 1   | 2011-2012 |